# Territorio del Nuovo Messico
Il Territorio del Nuovo Messico fu creato dagli Stati Uniti d'America il 9 settembre 1850 ed è esistito fino all'ammissione del Nuovo Messico come 47º Stato, il 6 gennaio 1912.

## Storia
La porzione occidentale del Nuovo Messico provenne dalle terre acquisite dal trattato di Guadalupe Hidalgo nel 1848, mentre la sezione orientale (dal Rio Grande, al confine col Texas) fu aggiunta a seguito del Compromesso del 1850. 
Il territorio nacque quindi durante la presidenza di Millard Fillmore ed ebbe come primo governatore James S. Calhoun. Una piccola area, corrispondente alla sezione più meridionale del Territorio, fu aggiunta con l'Acquisto Gadsden del 1853.
Il Territorio del Nuovo Messico comprendeva originariamente la parte occidentale del futuro Stato, più gran parte del futuro Arizona e piccole sezioni di Colorado e Nevada.
In seguito, esso si espanse ampiamente grazie a cessioni territoriali da parte del Texas e all'Acquisto Gadsden, ma la creazione dei Territori del Colorado (febbraio 1861) e dell'Arizona (febbraio 1863) definirono gli attuali confini del Nuovo Messico.
In quanto sulla strada per la California, durante la guerra di secessione, il Nuovo Messico e l'Arizona furono contesi tra l'Unione e la Confederazione, con i coloni schierati in maggioranza per quest'ultima. Tuttavia, con la battaglia di Glorieta Pass, considerata la "Gettysburg dell'Ovest" (marzo 1862), l'Unione si assicurò il controllo dell'area. 
Nel gennaio 1912, durante la presidenza di William Taft, gran parte del territorio, amministrato dal Governatore William J. Mills, divenne il 47º Stato degli Stati Uniti d'America.